# Neipel
Neipel ist ein Ortsteil der Gemeinde Tholey im Landkreis St. Wendel im nördlichen Saarland. Der Ort war bis 1973 eine eigenständige Gemeinde und liegt im Bohnental.

## Lage
Der Ort befindet sich am westlichen Rand der Gemeinde Tholey Bohnentals und damit am tiefsten Punkt des Bohnentals, welches vom Talbach durchflossen wird. Dieser bildet zudem die natürliche Grenze zu Dorf im Bohnental, welches unmittelbar nördlich von Neipel liegt und bereits zum Landkreis Saarlouis gehört. Die weiteren Nachbarorte sind Lindscheid (Nordnordosten), Scheuern (Osten) und Limbach (Westen).

## Geschichte und Kultur
Die erste urkundliche Erwähnung Neipels datiert auf 1297. Der Ort besaß nie eine eigene Kirche, sondern gehörte kirchlich ursprünglich zum heute nicht mehr existierenden Dorf Hölzershausen. Heute gehört Neipel zur Pfarrei Scheuern. Kulturelle Zentrum des Ortes ist das Dorfgemeinschaftshaus („Haus am Mühlpfad“), einem Bauernhaus aus dem Jahr 1842, welches seit der umfangreichen Sanierung 1997 ein Heimatmuseum und Vereinsräume beherbergt.